# Elecciones municipales de 2019 en Chinchón
Las elecciones municipales de 2019 se celebraron en Chinchón el domingo 26 de mayo, de acuerdo con el Real Decreto de convocatoria de elecciones locales en España dispuesto el 1 de abril de 2019 y publicado en el Boletín Oficial del Estado el día 2 de abril. Se eligieron los 13 concejales del pleno del Ayuntamiento de Chinchón, a través de un sistema proporcional (método d'Hondt), con listas cerradas y un umbral electoral del 5 %.

## Candidaturas
Se proclamaron 7 candidaturas a las elecciones municipales en Chinchón, la alianza Agrupación, Transparencia y Servicio (ATySch) con el alcalde Francisco Javier Martínez Mayor, el Partido Popular con Juan Antonio Vega Expósito a la cabeza, el Partido Socialista Obrero Español con Soledad Muñoz Serradilla a la cabeza, Ciudadanos con José Martín López en cabeza, la Agrupación Electores por Chinchón con Ana María Magallares Buitrago como cabeza de lista, Izquierda Unida-Madrid en Pie con Ramón Larrinzar Sánchez en cabeza, y y Vox, con Yolanda Torres Bravo a la cabeza.

## Resultados
Tras las elecciones, el partido Agrupación, Transparencia y Servicio consiguió la mayoría absoluta al conseguir ocho escaños, dos más que en la anterior legislatura, revalidando la alcaldía; el Partido Popular perdió dos de los escaños de la anterior legislatura, consiguiendo 3 de los 13 del consistorio; el Partido Socialista Obrero Español perdió un escaño, pasando a tener 1; por su parte, Vox consiguió entrar en el consistorio con un edil.
| Candidatura                              | Candidatura                              | Votos       | %      | Escaños                                 |
| ---------------------------------------- | ---------------------------------------- | ----------- | ------ | --------------------------------------- |
|                                          | Agrupación Transparencia y Solidaridad   | 1.439       | 53,38  | 8                                       |
|                                          | Partido Popular (PP)                     | 490         | 18,18  | 3                                       |
|                                          | Vox                                      | 205         | 7,6    | 1                                       |
|                                          | Partido Socialista Obrero Español (PSOE) | 160         | 5,93   | 1                                       |
| Ciudadanos-Partido de la Ciudadanía (Cs) | Ciudadanos-Partido de la Ciudadanía (Cs) | 155         | 5,75   | 0                                       |
| Electores por Chinchón                   | Electores por Chinchón                   | 146         | 5,42   | 0                                       |
| Izquierda Unida-Madrid en Pie            | Izquierda Unida-Madrid en Pie            | 63          | 2,34   | 0                                       |
| Votos en blanco                          | Votos en blanco                          | 38          | 1,41   | n/a                                     |
| Votos válidos                            | Votos válidos                            | 2.658       | 100,00 | 13                                      |
| Votos nulos                              | Votos nulos                              | Votos nulos | 46     | Participación: · \| \| 68,46 % \| 0,56% |
| Votantes                                 | Votantes                                 | Votantes    | 2.742  | Participación: · \| \| 68,46 % \| 0,56% |
| Electores                                | Electores                                | Electores   | 4.005  | Participación: · \| \| 68,46 % \| 0,56% |
|                                          | 68,46 %                                  |             |        |                                         |

## Concejales electos
| N.º | Nombre                              | Lista | Lista  |
| --- | ----------------------------------- | ----- | ------ |
| 1   | Francisco Javier Martínez Mayor     |       | ATySch |
| 2   | Miguel Ángel Montero Bastante       |       | ATySch |
| 3   | Juan Antonio Vega Expósito          |       | PP     |
| 4   | Rebeca Bris Poveda                  |       | ATySch |
| 5   | Estefanía Ariza Carrasco            |       | ATySch |
| 6   | Estefanía de las Heras Rodríguez    |       | ATySch |
| 7   | Juan Rodríguez Vega                 |       | PP     |
| 8   | Jorge Recuero Heras                 |       | ATySch |
| 9   | Jesús Francisco Hortelano Carretero |       | ATySch |
| 10  | Yolanda Torres Bravo                |       | Vox    |
| 11  | María del Pilar Caamaño del Río     |       | ATySch |
| 12  | María del Mar González Díaz         |       | PP     |
| 13  | Soledad Muñoz Serradilla            |       | PSOE   |